# ورزشگاه آنخل کارو
ورزشگاه آنخل کارو (انگلیسی: Estadio Anxo Carro یا انگلیسی: Estadio Ángel Carro) یک ورزشگاه فوتبال در شهر لوگو، اسپانیا است. این ورزشگاه که در سال ۱۹۷۴ تأسیس شده ۷٬۱۱۴ نفر ظرفیت دارد و ورزشگاه خانگی باشگاه فوتبال لوگو محسوب می‌شود.

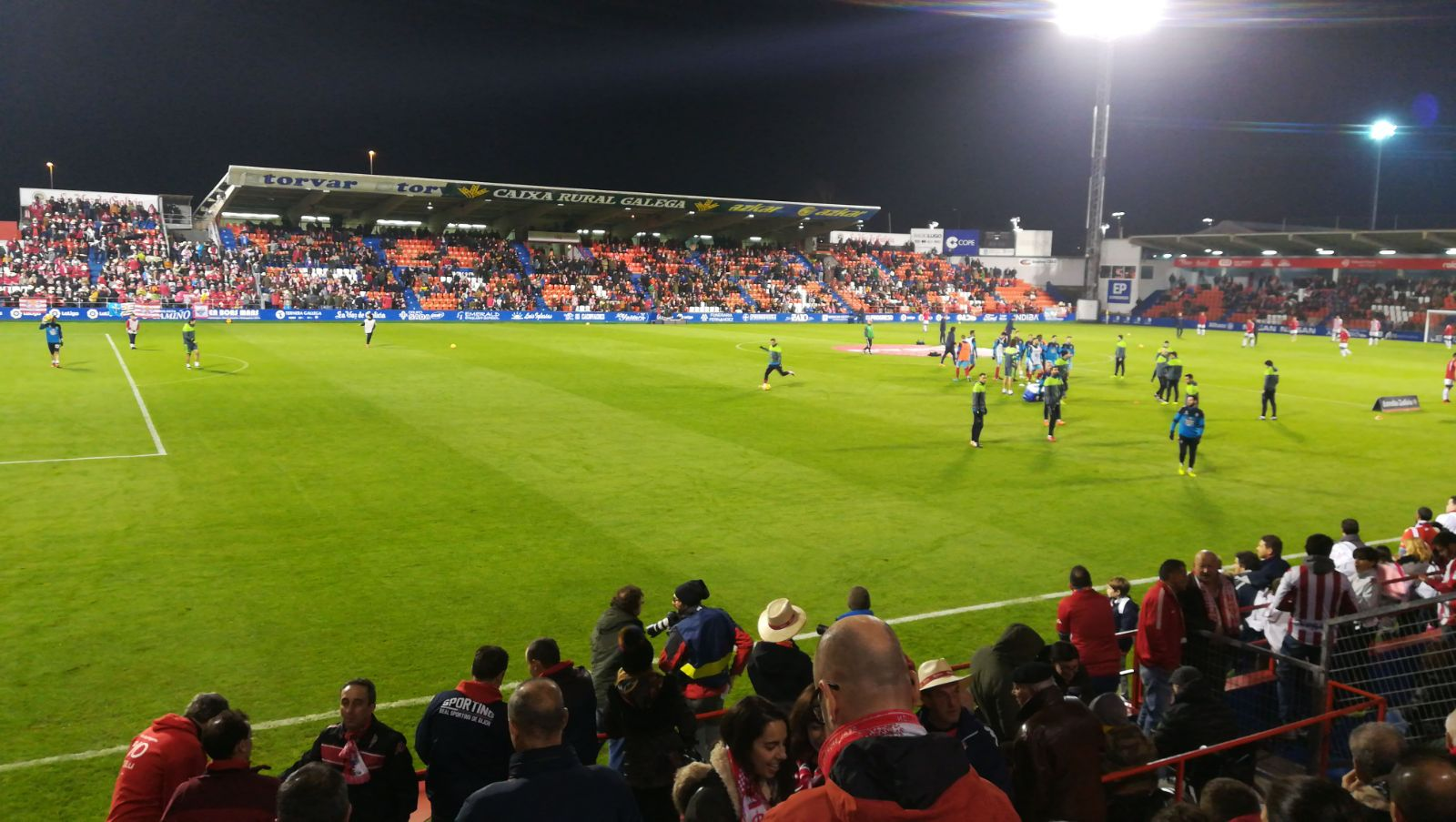